# Psilopa victoria
Psilopa victoria är en tvåvingeart som beskrevs av Wayne N. Mathis och Tadeusz Zatwarnicki 2003. Psilopa victoria ingår i släktet Psilopa och familjen vattenflugor.
Artens utbredningsområde är Seychellerna. Inga underarter finns listade i Catalogue of Life.